# Санта-Маріня-де-Оріш
Санта-Маріня-де-Оріш (порт. Santa Marinha de Oriz; МФА: [ˈsɐ̃.tɐ mɐ.ˈɾi.ɲɐ dɨ o.ˈɾiʃ]) — парафія в Португалії, у муніципалітеті Віла-Верде. Розташована в північно-західній частині країни, на теренах історичної португальської провінції Дору-Міню. Входить до складу округу Брага. За адміністративним поділом, чинним до 1976 року, терени парафії були складовою провінції Міню. Належить до Бразької архідіоцезії Католицької церкви. Патрон — свята Марина. Площа — 3,6685 км². Населення — 336 ос. (2011). Слабо урбанізований регіон. Густота населення — 91,59 осіб/км²
. Код — 031343.

## Назва
- Оріш (Санта-Маріня) (порт. Oriz (Santa Marinha)) — офіційна назва.

## Населення
| Кількість мешканців | Кількість мешканців | Кількість мешканців | Кількість мешканців | Кількість мешканців | Кількість мешканців | Кількість мешканців | Кількість мешканців | Кількість мешканців | Кількість мешканців | Кількість мешканців | Кількість мешканців | Кількість мешканців | Кількість мешканців | Кількість мешканців |
| ------------------- | ------------------- | ------------------- | ------------------- | ------------------- | ------------------- | ------------------- | ------------------- | ------------------- | ------------------- | ------------------- | ------------------- | ------------------- | ------------------- | ------------------- |
| 1864                | 1878                | 1890                | 1900                | 1911                | 1920                | 1930                | 1940                | 1950                | 1960                | 1970                | 1981                | 1991                | 2001                | 2011                |
| 471                 | 439                 | 390                 | 417                 | 400                 | 431                 | 414                 | 490                 | 475                 | 448                 | 434                 | 527                 | 431                 | 404                 | 336                 |